# 中尾寛
中尾 寛（なかお ひろし、1961年- ）日本の建築家。芸術家。湘南工科大学教授。アンビルドの建築家として認識されているが、実作もいくつか手がける。工学院大学、武蔵野美術大学で非常勤講師、阿佐ヶ谷美術専門学校 ASABI スペースデザイン科でスペースデザイン概論／デザイン概論を担当。

## 経歴
兵庫県神戸市生まれ。1985年に京都工芸繊維大学工芸学部住環境学科卒業。1986年から1989年までは筑波大学大学院芸術研究科総合造形専攻修士課程在学。1989年から建築設計活動を開始。並行して芸術作品の創作活動を行い、展覧会などを展開。阿蘇警察署内牧交番で1992年 くまもとアートポリス'92 受賞。週末住宅[暗箱と鳥籠]で井上昌彦、芹澤浩子らと第9回（1992年）新建築賞受賞。その他建築作品に、住宅／スタジオ・所沢スタジオなど。